# Zimna Woda (powiat nidzicki)
Zimna Woda (niem. Zimnawodda, 1893–1945 Kaltenborn) – wieś w Polsce, położona w województwie warmińsko-mazurskim, w powiecie nidzickim, w gminie Nidzica.
Otoczona przez jeziora: Czarne, Dłużek, Szewc, Szewczyk, Trzcinowe oraz Omulew (jezioro), sięgające daleko poza obszar Zimnej Wody. Dookoła lasy Puszczy Piskiej.
Wieś istniała już w 1436 roku. W 1945 r. miejscowość została przyłączona do Polski.
W latach 1975–1998 miejscowość administracyjnie należała do województwa olsztyńskiego.
W 2007 roku po odłączeniu się Zimnej Wody od sołectwa Wały, powstało nowe sołectwo Zimna Woda.
W miejscowości znajduje się wybudowany w 2004 r. kamienny kościół św. Huberta, patrona myśliwych i leśników. Z kościoła codziennie wieczorem płynie Apel Jasnogórski. We wsi znajduje się stajnia i gospodarstwo agroturystyczne oraz klub jeździecki organizujące życie sezonowe dla turystów.